# 松木島站
松木島站（日语：／ Matsukijima eki */?）是一座位於愛知縣幡豆郡一色町（現在：西尾市一色町）松木島，名古屋鐵道（名鐵）三河線的車站（廢站）。

## 歷史
- 1926年（大正15年）9月1日：隨著大濱港（後來改名為碧南）至神谷（後來改名為松木島）之間的鐵路線（當時名為三河鐵道）開通，神谷站啟用。車站名稱取自三河鐵道第3代社長神谷傳兵衛（日语：神谷傳兵衛）（第1代）[1]。
- 1928年（昭和3年）春季：新站舍落成，大樓內附設貴賓室[2]。
- 1940年（昭和15年）8月14日：發生三河地震，使站舍受損[3]。
- 1941年（昭和16年）6月1日：三河鐵道合併至名古屋鐵道。成為名古屋鐵道三河線的車站。
- 1949年（昭和24年）12月1日：車站改名為松木島站[4]。
- 1959年（昭和34年）9月3日：站內的信號機由臂木式改變為信號燈[5]。
- 1961年（昭和36年）
  - 年度內：廢除貨運業務[6]。
  - 10月16日：停用列車交會設備[7]。
- 1966年（昭和41年）2月4日：移除列車交會設備[8]。
- 1972年（昭和47年）：成為無人車站[3]。
- 1978年（昭和53年）9月：拆毀站舍[9]。
- 1990年（平成2年）7月1日：廢除碧南至吉良吉田之間的電氣化設備[10]。開始使用鐵路巴士（KiHa20形（日语：名鉄キハ10形気動車））行走該路段[10]。
- 2004年（平成16年）4月1日：車站被廢除[4]。

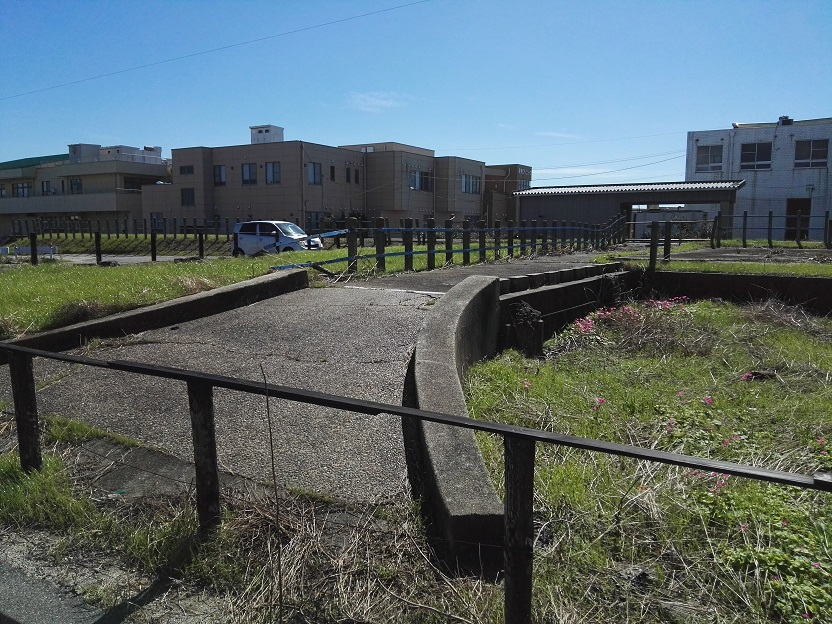
在站舍拆卸後的空地，該處可看見車站入口的遺蹟（2018年10月）

## 車站構造
車站是一座地面車站。在車站晩年設有1面1線的單式月台。曾經此站設有1面2線的島式月台，當時可進行列車交會。此站曾經設有較大型的站舍，大樓內設有貴賓室，該大樓於1978年拆毀。此站是名古屋鐵道中，擁有最後一座臂木式號誌機的車站。

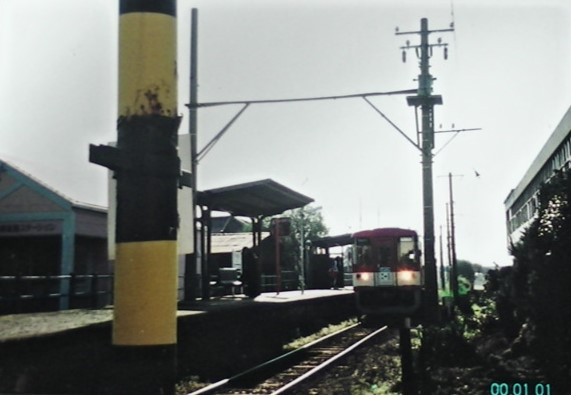
車站晚年 圖中的列車是前往碧南（2004年）
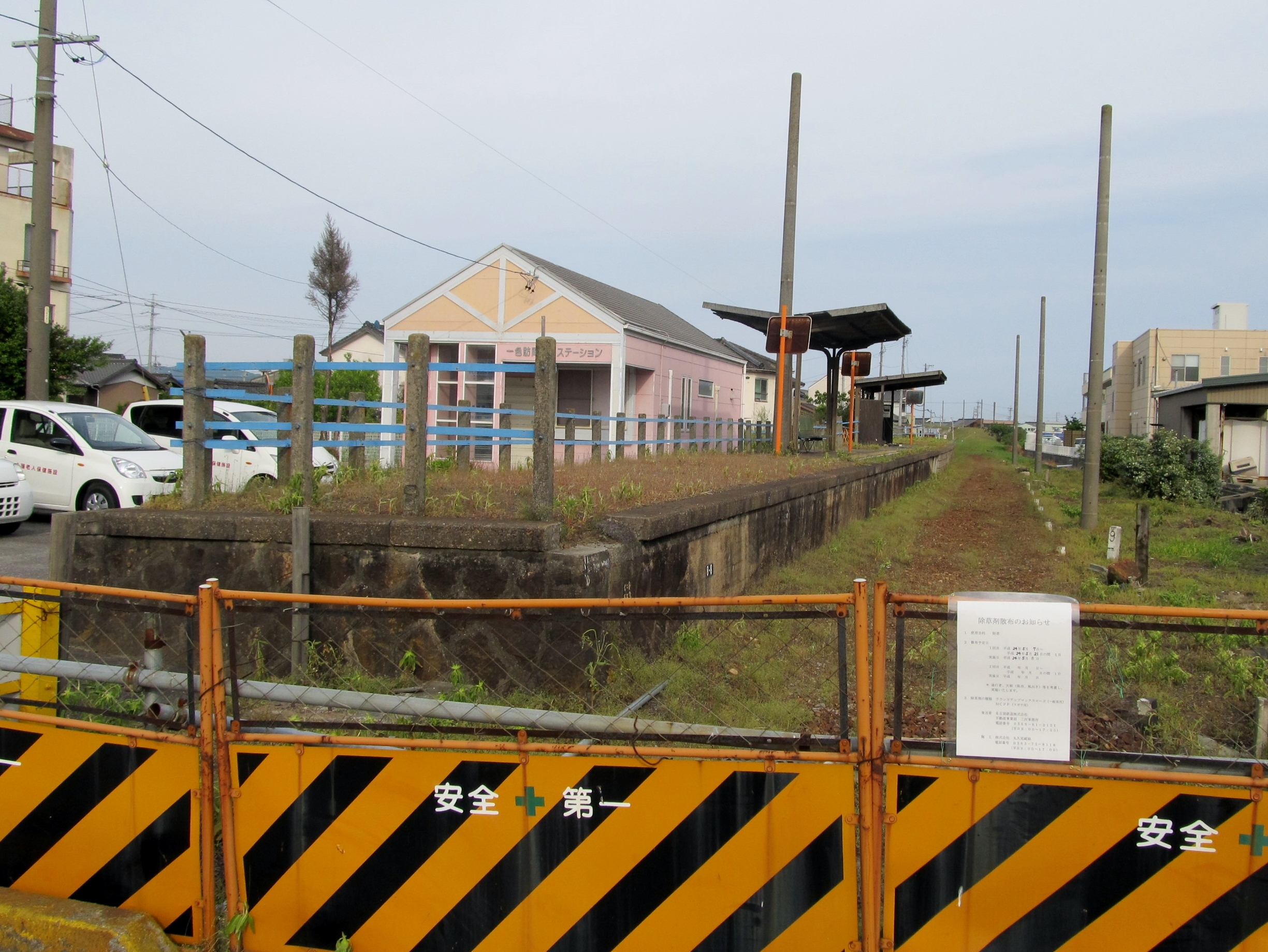
月台遺址（2012年）
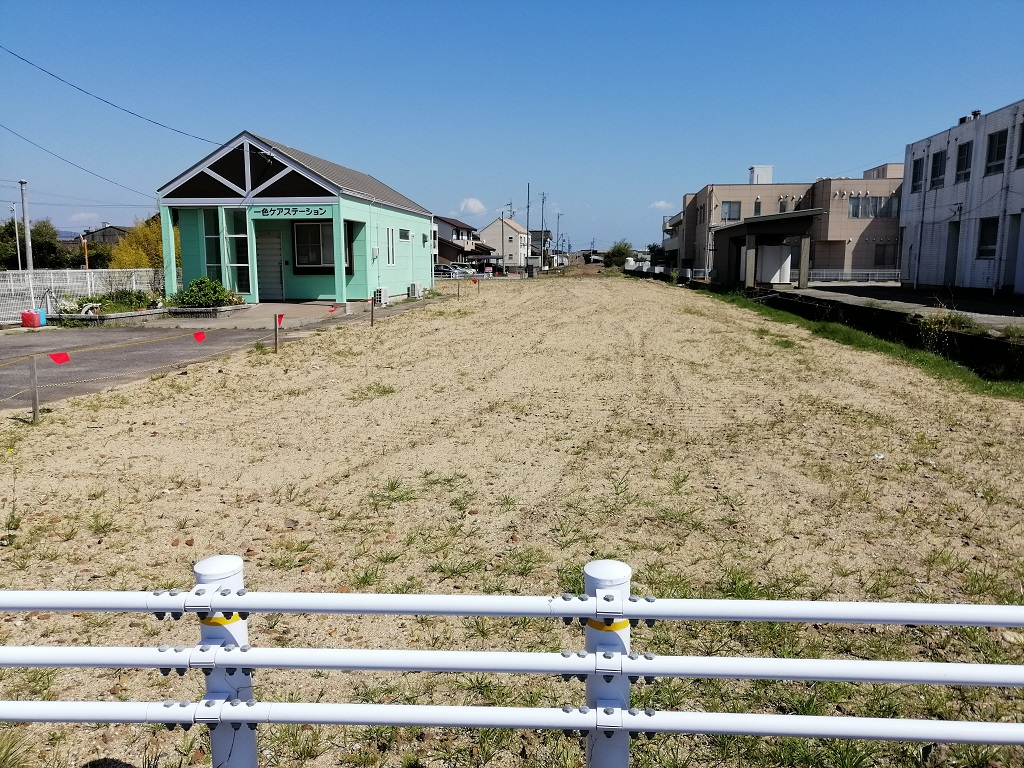
車站遺址變成了空地（2021年）

### 配線圖
| ← 碧南方向      | 松木島站 站內配線略圖 | → 吉良吉田站 |
| 图例 参考文献： |                       |              |

## 使用狀況
- 在中提及在1992年度，當時1日平均上下車人次為548人，為除岐阜市內線均一車費區間內各站（岐阜市內線、田神線、美濃町線徹明町站至琴塚站之間）外名鐵所有車站（342站）中排名第272，三河線（38站）排名第27[12]。
- 在中提及在2003年度1日平均乘車人次為130人[13]。以下為2003年度前，1日平均乘車人次的列表：

| 年度   | 1日平均 乘車人次 |
| ------ | ---------------- |
| 1998年 | 177              |
| 1999年 | 147              |
| 2000年 | 150              |
| 2001年 | 136              |
| 2002年 | 128              |
| 2003年 | 130              |

## 車站周邊
- 松木島郵局
- JA西三河（日语：西三河農業協同組合）一色東部分店
- 西尾市立一色東部小學（日语：西尾市立一色東部小学校）
- 一色東部保育園
- 深見診所
- 教榮寺 - 在寺內有親鸞聖人碑和陸軍歩兵上等兵山本釣二的碑。
- 普門寺
- 松木島八幡社
- 國道247號（日语：国道247号）
- 矢作古川（日语：矢作古川）

## 巴士路線
隨著三河線碧南站至吉良吉田站之間廢除，舊沿線自治體組成的朋友巴士運行協議會開設替代巴士服務。並於車站遺址北邊設有「松木島」巴士站。另外，車站遺址附近也設有一醫巴士「深見診所」巴士站。

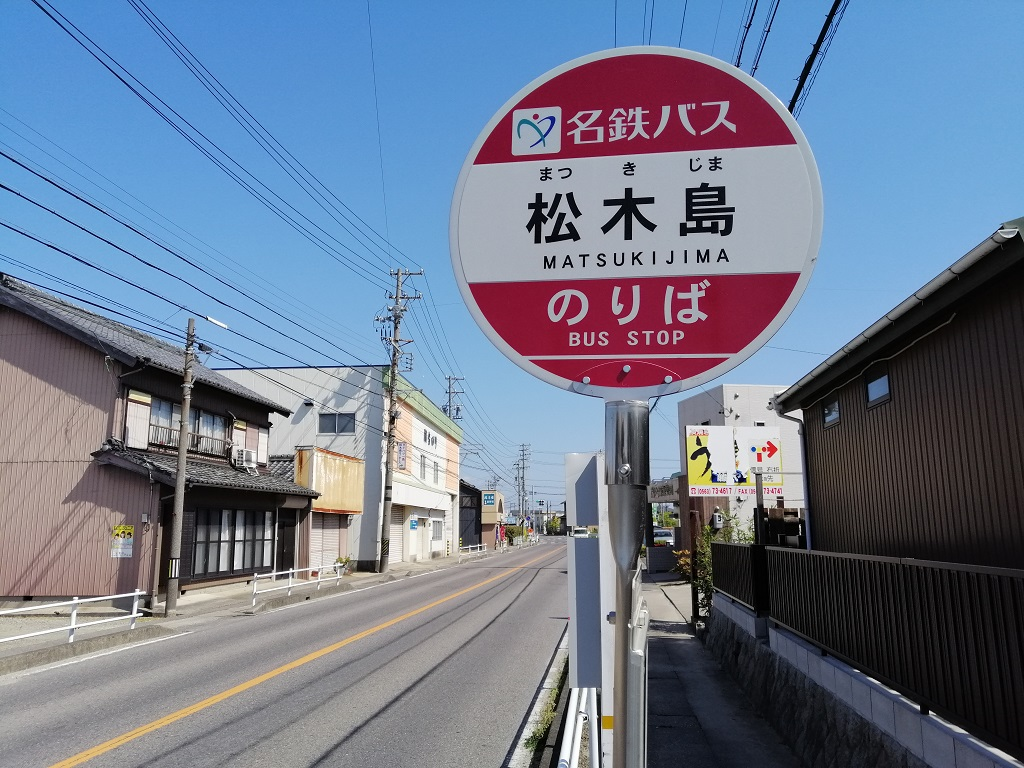
松木島巴士站（朋友巴士）
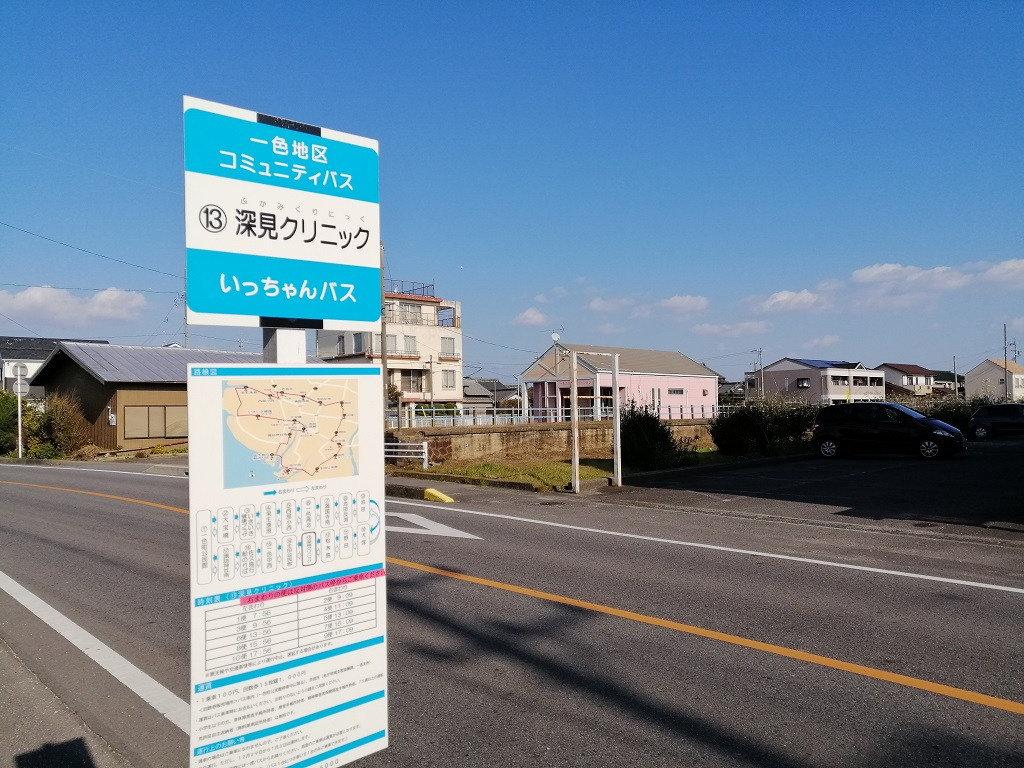
深見診所（一醫巴士）

## 相鄰車站
名古屋鐵道
三河線（廢除區間）
三河一色－松木島－吉良吉田

## 注腳
1. ↑  新實守. . 徳田耕一  (编). . JTB. 2001: 150. ISBN 978-4533039232 （日语）.
2. ↑  新實守. . 徳田耕一  (编). . JTB. 2001: 151. ISBN 978-4533039232 （日语）.
3. 1 2  清水武、田中義人. . Alpha Beta Books. 2016: 97. ISBN 978-4865988208 （日语）.
4. 1 2  今尾恵介（監修）.  7 東海. 新潮社. 2008: 45. ISBN 978-4107900258 （日语）.
5. ↑  徳田耕一. . JTB. 2001: 46. ISBN 978-4533039232 （日语）.
6. ↑  名古屋鉄道広報宣伝部（編）. . 名古屋鉄道. 1994: 340 （日语）.
7. ↑  名古屋鉄道広報宣伝部（編）. . 名古屋鉄道. 1994: 1008 （日语）.
8. ↑  名古屋鉄道広報宣伝部（編）. . 名古屋鉄道. 1994: 1018 （日语）.
9. ↑  神谷力（編）. . 郷土文化社. 2000: 76. ISBN 978-4876701292 （日语）.
10. 1 2  . 交通新聞 (交通新聞社). 1990-06-23: 1 （日语）.
11. ↑  電氣車研究會，《鐵道畫刊》通卷第473號 1986年12月 臨時增刊號 「特集 - 名古屋鐵道」，附圖「名古屋鐵道路線略圖」
12. ↑  名古屋鐵道廣報宣傳部（編）. . 名古屋鐵道. 1994: 651–653.
13. 1 2  平成17年度刊愛知県統計年鑑 第10章　運輸，通信 鉄道（JRを除く私鉄）駅別乗車人員 （页面存档备份，存于）（日語）
14. ↑  平成12年度刊愛知県統計年鑑 第10章　運輸，通信 鉄道（JRを除く私鉄）駅別乗車人員 （页面存档备份，存于）（日語）
15. ↑  平成13年度刊愛知県統計年鑑 第10章　運輸，通信 鉄道（JRを除く私鉄）駅別乗車人員 （页面存档备份，存于）（日語）
16. ↑  平成14年度刊愛知県統計年鑑 第10章　運輸，通信 鉄道（JRを除く私鉄）駅別乗車人員 （页面存档备份，存于）（日語）
17. ↑  平成15年度刊愛知県統計年鑑 第10章　運輸，通信 鉄道（JRを除く私鉄）駅別乗車人員 （页面存档备份，存于）（日語）
18. ↑  平成16年度刊愛知県統計年鑑 第10章　運輸，通信 鉄道（JRを除く私鉄）駅別乗車人員 （页面存档备份，存于）（日語）